# Acomys chudeaui
Acomys chudeaui («голчаста миша Чудея») — вид мишей родини мишевих.

## Історія вивчення
Вперше вид був описаний Максиміліаном Кольманом у 1911 році в околицях міста Атар у Мавританії.

## Поширення
Населяє територію західної частини Сахари в центральному Марокко (Aulagnier and Thevenot, 1986, як А. cahirinus) до західної Мавританії (Benazzou, 1983; Le Berre, 1990).

## Опис
Проживає в норах на нагір'ях та в пустелі.